# Метью Брайза
Метью Джеймс Брайза (16 лютого 1964) — колишній дипломат США. Останнім його призначенням у дипломатії США була посада посла США в Азербайджані.

## Освіта
Брайза закінчив Стенфордський університет зі ступенем бакалавра мистецтв у галузі міжнародних відносин і отримав ступінь магістра права та дипломатії у Школі права та дипломатії Флетчера Університету Тафтса у 1988 році .

## Кар'єра

### Початок закордонної служби
Брайза вступив на дипломатичну службу США в серпні 1988 року. Потім він працював у Польщі в 1989-1991 роках у консульстві США в Познані та в посольстві США у Варшаві, де спілкувався з рухом «Солідарність», підтримував реформу польських служб безпеки та регіональну політику. У 1991—1995 роках працював у Держдепартаменті з питаннями Європи та Росії. Брайза працював у посольстві США в Москві протягом 1995-1997 років, спочатку спеціальним помічником посла Томаса Р. Пікерінґа, а потім політичним співробітником, який висвітлював Російську Думу, Комуністичну партію Російської Федерації та Республіку Дагестан на Північному Кавказі. Його відкликали з Москви після того, як він нібито збив пішохода в серпні 1997 року. У 1997-1998 роках Брайза був спеціальним радником посла Річарда Морнінґстара, координуючи програми допомоги уряду США щодо економічних реформ на Кавказі та в Центральній Азії. З липня 1998 року він був заступником спеціального радника президента та держсекретаря з питань енергетичної дипломатії Каспійського басейну, координуючи міжвідомчі зусилля уряду США щодо розвитку мережі нафто- та газопроводів у Каспійському регіоні.

### Європейські та Євразійські справи
У квітні 2001 року Брайза став працювати у Раді національної безпеки США як директор з питань Європи та Євразії, відповідаючи за координацію політики США щодо Туреччини, Греції, Кіпру, Кавказу, Центральної Азії та Каспійської енергетики. У червні 2005 року обійняв посаду заступника помічника державного секретаря США з питань Європи та Євразії. Він відповідав за політичний нагляд та управління відносинами з країнами Кавказу та Південної Європи. Він також очолював зусилля США щодо просування мирного врегулювання сепаратистських конфліктів у Нагірному Карабаху, Абхазії та Південній Осетії. Крім того, він координував енергетичну політику США в регіонах навколо Чорного і Каспійського морів і працював з європейськими країнами з питань толерантності, соціальної інтеграції та ісламу.
Згідно з дипломатичними депешами, які просочилися в медіа, Брайза попередив міністра внутрішніх справ Грузії Вано Мерабішвілі в травні 2008, щоб не втягуватись у воєнні дії з Росією, бо це зашкодить Грузії.
У серпні 2009 року голова Вірменського національного комітету Америки (ANCA) Кен Хачікян надіслав листа держсекретарю Гілларі Клінтон, у якому виклав занепокоєння вірмено-американської спільноти з приводу того, що він назвав недавніми «упередженими висловлюваннями Метта Брайзи», співголови США у Мінській групі ОБСЄ, якій доручено сприяння переговорам щодо врегулювання нагірно-карабахського конфлікту.

### Призначення послом в Азербайджані
У травні 2010 року Білий дім призначив Брайзу послом США в Азербайджані. 21 вересня 2010 року комітет із закордонних справ Сенату схвалив його кандидатуру на посаду посла та направив її до сенату. Під час поіменного голосування SFRC сенатори-демократи Роберт Менендес з Нью-Джерсі та Барбара Боксер з Каліфорнії, які є членами вірменського кокусу, намагалися заблокувати номінацію, голосуючи проти призначення Брайзи. 29 грудня 2010 року призначення Брайзи президентом Обамою отримало підтвердження Білого дому. З лютого 2011 року він був послом в Азербайджані.
У січні 2012 року Брайза залишив посаду і дипломатичну службу, оскільки Сенат все ж не підтвердив його кандидатуру. Його висуванню протистояли вірмено-американські лобістські групи та кілька сенаторів, які вже давніше опонували через звинувачення на адресу Брайзи в проазербайджанській упередженості та сумнівних зв'язках з азербайджанськими чиновниками. Згідно зі статтею Ганімата Загіда та Аґіла Халіла в азербайджанській газеті Azadliq, тодішній міністр економічного розвитку Азербайджану Гейдар Бабаєв оплатив значну частину весілля Брайзи в Стамбулі. Загіда і Халіла судили за їхню статтю, а кореспондент Azadlig Аґіл Халіл став об'єктом чотирьох замахів і був змушений втекти до Франції.
Редактор Washington Post Фред Гаятт, відданий прихильник Брайзи, описав його відхід як «яскравий приклад того, як ширші національні інтереси США можуть стати жертвою погоні за партикулярними груповими інтересами та політичних преференцій».

### Кар'єра після закордонної служби
Брайза є консультантом з питань бізнесу та демократичного розвитку, а також членом правління кількох приватних компаній у Туреччині. У червні 2012 року Брайза був призначений членом правління Turcas Petrol, філії SOCAR. Брайза також є членом правління голдинґу NEQSOL, азербайджанського енергетичного та комунікаційного конгломерату.
З 1 березня 2012 року Брайза призначений директором Міжнародного центру оборонних досліджень, — аналітичного центру, базованого в Таллінні. У серпні 2012 року він став членом правління Jamestown Foundation.
У нагромадженні російських військ взимку 2021-22 навколо кордонів України Брайза бачить подібний сценарій до нападу Росії на Грузію в 2008, закликає вивчати ці уроки і застерігає про небезпечні наслідки не лише для України, але й усієї Європи.

## Нагороди
Брайза був нагороджений премією Флетчера для молодих випускників у 2004 році, орденом Золотого руна (Грузія) в 2009 році, орденом Хреста Terra Mariana IV ступеня (Естонська Республіка) в 2010 році.

## Особисте життя
Його перший шлюб закінчився розлученням. 23 серпня 2007 року він одружився з тюркологинею Зейно Баран, з якою має доньку. З сім'єю проживає в Стамбулі в Туреччині.
Брайза вільно володіє польською та російською мовами, а також володіє німецькою та іспанською мовами та розмовною азербайджанською.

## Зовнішні посилання
- Публікації на C-SPAN